# Scaphochlamys abdullahii
Scaphochlamys abdullahii är en enhjärtbladig växtart som beskrevs av Y.Y.Sam och Saw. Scaphochlamys abdullahii ingår i släktet Scaphochlamys och familjen Zingiberaceae. Inga underarter finns listade i Catalogue of Life.